# Giochi stellari
Giochi stellari (The Last Starfighter) è un film di fantascienza del 1984 diretto da Nick Castle.
È ricordato per essere stato tra i primi film a utilizzare per gli effetti speciali interamente la computer grafica (CGI) e il primo a mostrare battaglie spaziali girate in questo modo. Il film narra le avventure di un adolescente che si trova coinvolto in una guerra interplanetaria.
Dal film sono stati tratti un romanzo, trasposizione letteraria di Alan Dean Foster, un videogioco e un musical off-Broadway (2004).

## Trama
(Frase di apertura nel videogame giocato da Alex.)
Alex è un giovane cresciuto in un campo di baracche in mezzo alla natura che conduce una vita piuttosto noiosa ai margini della società americana. È un campione di Starfighter, un videogioco da sala giochi 3D di tipo simulatore di volo "sparatutto" per astronavi in cui il solo obiettivo è distruggere ogni possibile minaccia di navi stellari aliene. Una volta superato l'ultimo livello, Alex incontra un uomo misterioso di nome Centauri, che si presenta come uno dei produttori del gioco.
Quello che sembrava solo un videogioco si rivela in realtà essere un modo poco ortodosso di selezionare i migliori piloti di Gunstar, i caccia da guerra di una (vera) unione planetaria chiamata Lega Stellare. Alex viene così prelevato contro la propria volontà da Centauri, condotto nello spazio fino alla base della Lega Stellare e arruolato nell'esercito per la difesa delle frontiere della galassia "contro Xur e l'armata di Ko-dan" (esattamente come recitava il videogioco).
Alex chiede tuttavia di tornare a casa, ma scopre che un cacciatore di taglie, inviato da Xur, gli sta già dando la caccia. Viene salvato da Centauri e rimpiazzato sulla Terra da un clone alieno che dovrebbe spacciarsi per l'originale nel tentativo di mascherare la partenza del vero Alex.
Tornato nello spazio, il giovane scopre che tutti i piloti di Gunstar sono rimasti uccisi in un improvviso attacco alla base della Lega Stellare. Essendo rimasto l'unico in grado di fermare l'invasione aliena, prende i comandi della sua astronave come ultimo Starfighter.
Inizialmente intimorito e spaventato, spronato dal pilota della sua Gunstar Grig, Alex inizia a credere di potercela fare, e, nascondendosi in un asteroide con i motori spenti per non essere individuati, lasciano passare l'armata per poi attaccare di sorpresa. Alex e Grig riescono a distruggere la torre che coordina gli attacchi delle navi dell'armata, che sono così costrette ad cercare di fermare la Gunstar attaccando a vista. Dando fondo a tutta l'energia disponibile Alex e Grig riescono nell'impresa di distruggere l'intera armata, ma rimane la nave madre che, seppur gravemente danneggiata, si prepara a speronare la Gunstar; Grig riesce a riattivare i motori della nave appena in tempo per evitare l'impatto, e Alex spara il colpo di grazia alla nave madre, che va a schiantarsi sulla luna.
Tornati alla base della Lega Stellare, Alex e Grig vengono accolti come eroi, e ad Alex viene chiesto di restare per aiutarli a rifondare la lega Stellare e reclutare nuovi Starfighter; Alex accetta, ma chiede di poter tornare un'ultima volta sulla terra, dove nel frattempo il suo clone si è sacrificato per impedire al cacciatore di taglie che era sulle sue tracce di comunicare al nemico che l'ultimo Starfighter era tornato a combattere nello spazio.
L'arrivo dell'astronave crea non poco scompiglio, e nel salutare la sua famiglia e suoi amici Alex chiede a Maggie di venire con lui; la ragazza, spaventata e disorientata dalla situazione, inizialmente rifiuta accampando la solita scusa per non andare via; poi, spronata dalla nonna, richiama Alex, che scende nuovamente dalla navetta per portarla via con sé.
Il film finisce con il fratellino di Alex che, evidentemente desideroso anche lui di partire per lo spazio, va al cabinato del gioco.

## Accoglienza
Giochi stellari è stato un successo commerciale, ricavando nelle sale statunitensi oltre 28,7 milioni di dollari (oltre 6 nel fine settimana di apertura) a fronte di un budget stimato di 15 milioni di dollari.

## Altri media

### Arcade
Il videogioco arcade The Last Starfighter (il "primo" poligonale 3D da bar-sala giochi) citato nei crediti del film, e il cui sviluppo era cominciato da parte della Atari, non fu mai completato.
Fino ad allora, Atari aveva usato per i suoi giochi 3D dei sistemi a grafica vettoriale, ma per The Last Starfighter decise di sviluppare un sistema di grafica 3D basato sui poligoni: per far ciò fu scelto di utilizzare una CPU a 16 bit, il Motorola 68000, e di programmarla usando il linguaggio C. Il cabinato sarebbe derivato da quello del videogioco Star Wars del 1983. L'allora vicepresidente di Atari decise tuttavia di bloccare lo sviluppo del gioco, nonostante questo fosse stato ultimato per il 75%, perché la macchina, a causa dei costi di sviluppo e delle sue caratteristiche hardware, avrebbe avuto un prezzo finale di vendita di circa 10.000 dollari, ritenuto eccessivamente alto tenendo conto anche della crisi dei videogiochi di quel periodo.

### Console e home computer
Contemporaneamente allo sviluppo dell'arcade, Atari portò avanti anche le versioni del gioco per le sue console Atari 2600/5200 e per i suoi computer a 8 bit Atari 400/800, ma anche qui il titolo subì ritardi e annullamenti. Il gioco non aveva nulla della versione arcade che si vedeva nel film, perché Atari decise di sviluppare The Last Starfighter a partire da un gioco già in corso di realizzazione, denominato Orbiter, uno sparatutto a sua volta derivato da un precedente gioco, Star Raiders. Le versioni per Atari 400/800/5200 furono annullate mentre la versione per 2600 fu terminata ma messa in vendita nel 1984 con il nome di Solaris.
Successivamente Atari riprese in mano il progetto originale e nel 1987 distribuì un videogioco che riprendeva l'originale progetto di The Last Starifghter con il nome di Star Raiders 2, pubblicato per i suoi home computer a 8 bit 400/800 e per altre piattaforme, quali Commodore 64, ZX Spectrum e Amstrad CPC. Il gioco riprendeva l'idea alla base dello Star Raiders originale, un titolo basato sull'universo di Star Trek, a cui erano aggiunti alcuni elementi tratti dalla pellicola di Giochi stellari.
Nel 1990 un gioco con il nome The Last Starfighter fu pubblicato per la console Nintendo Entertainment System dalla Mindscape ma, nonostante il nome e la copertina che riprende alcune immagini della pellicola, il gioco è un clone di Uridium, un gioco precedentemente pubblicato per altri sistemi.
Nel 2007 la società Rogue Synapse ha pubblicato una versione freeware per sistemi Win32 del gioco, cercando di riprodurre la grafica e la modalità di gioco dell'arcade del film.